# Super Mario Odyssey
Super Mario Odyssey är ett  plattformsspel utvecklat av Nintendo EAD Tokyo till Nintendo Switch. Spelet utspelar sig i olika öppna världar som Mario kan utforska, på liknande sätt som i  Super Mario 64  på Nintendo 64 och  Super Mario Sunshine  på Nintendo GameCube. Nytt i spelet är att Mario kan kasta sin hatt som en bumerang, och använda den som en språngbräda för att nå nya områden.  Super Mario Odyssey  lanserades 27 oktober 2017.